# Đại lễ vía Đức Chí Tôn

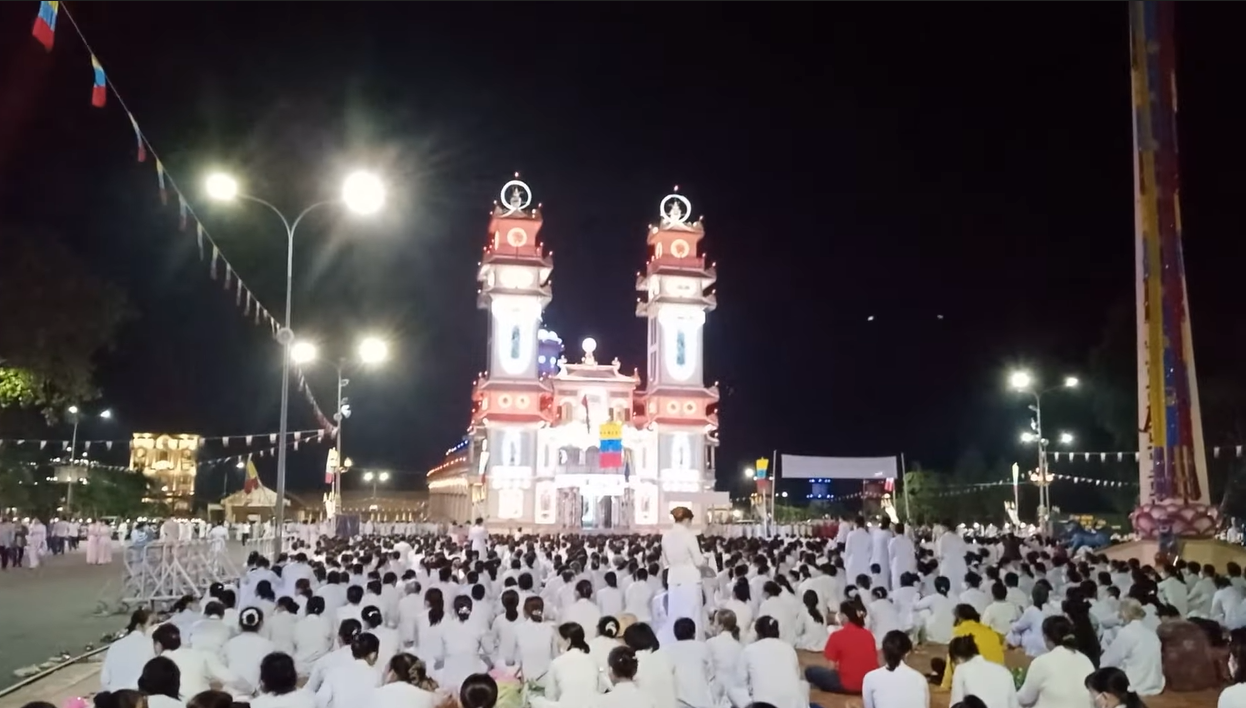
Các tín đồ đạo Cao Đài cúng đàn Đại lễ vía Đức Chí Tôn năm 2022.

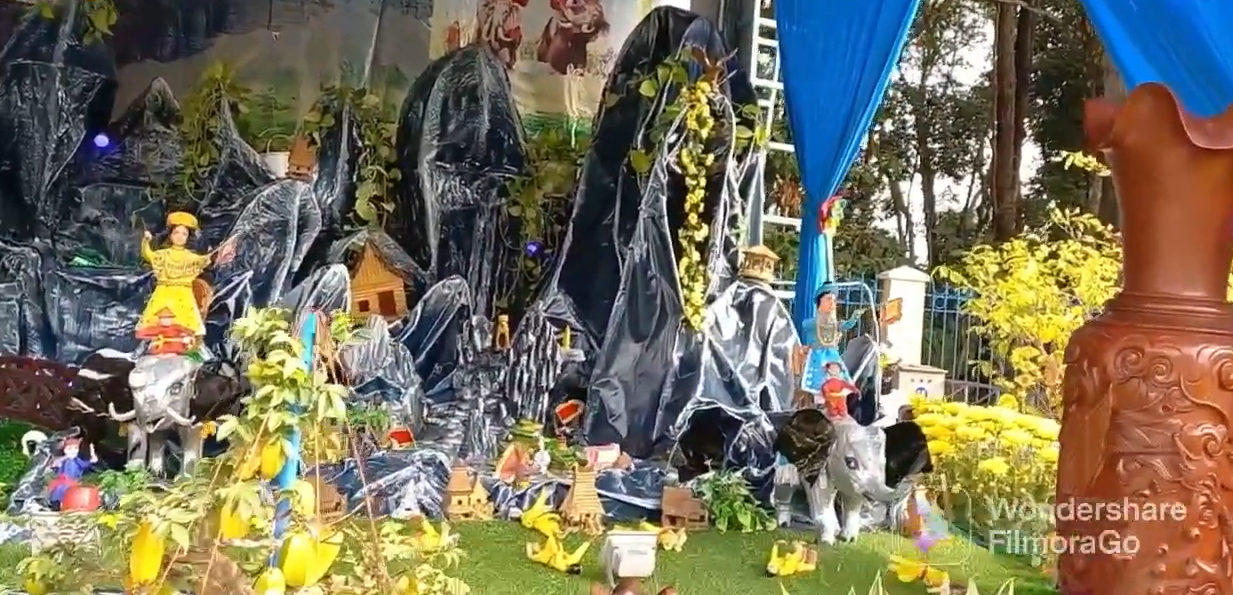
Hai Bà Trưng tại triển lãm trước Tòa Thánh Tây Ninh vào dịp Đại lễ vía Đức Chí Tôn.

Đại lễ vía Đức Chí Tôn là một trong hai ngày lễ trọng đại nhất trong năm của đạo Cao Đài cùng Lễ vía Đức Diêu Trì Kim Mẫu (tức Hội Yến Diêu Trì Cung). Đại lễ được tổ chức vào ngày mùng 9 tháng Giêng hàng năm. Lễ là dịp để tín đồ đạo Cao Đài tôn kính Đức Chí Tôn, được xem là đấng tạo hóa, hóa sanh ra vạn vật trong càn khôn vũ trụ, người đạo còn gọi là đấng cha hiền (Đại từ phụ) của nhân loại.

## Ý nghĩa
Theo định nghĩa trong sách Cao Đài, từ điển của tác giả Đức Nguyên thì ngày vía Đức Chí Tôn hay Đức Ngọc Hoàng Thượng Đế là một ngày tượng trưng theo thuyết âm dương của Nho giáo. "Số 1 là số khởi đầu, là số dương nên chọn tháng là tháng 1 hay tháng Giêng. Số 9 là số thuần dương nên chọn ngày là ngày 9".
Cũng theo Dịch số Nho giáo: "Số 0 tượng trưng cho Vô Cực là Hư Vô chi khí. Số 1 tượng trưng Thái cực là ngôi của Đức Chí Tôn nên chọn số 1 làm tháng (chọn tháng trước ngày sau), đến số 9 là số thành hình nên chọn số 9 làm ngày". Ngày vía Đức Chí Tôn được chọn làm ngày mùng 9 tháng Giêng còn có ý nghĩa bày tỏ quan niệm về vũ trụ: cái khởi đầu và cái sau cùng hình thành càn khôn vũ trụ và vạn vật, hoàn toàn do quyền năng của Đức Chí Tôn. Ngày vía Đức Chí Tôn không phải là ngày giáng sanh mà chỉ là ngày cho nhân loại chọn ra để tượng tưng cho Đức Chí Tôn và sự hình thành càn khôn vũ trụ, vạn vật.

## Tổ chức
Theo chương trình hành lễ của Hội thánh Cao Đài, lễ vía Đức Chí Tôn thường mở đầu với việc khai mạc triển lãm từ sáng ngày mùng 8. Đến 19 giờ ngày mùng 8 sẽ diễn ra rước lễ với màn múa Long Mã, Tứ Linh (Rồng, Lân, Quy, Phụng) và múa Rồng nhang cùng dàn nhạc dân tộc đi từ trước Đền Thánh, Báo Ân Từ, qua Đông và Tây khán đài.
Triển lãm Đại lễ vía Đức Chí Tôn thường sẽ khoảng 25 mô hình được kiến thiết ở hai dãy Đông và Tây khán đài, xung quanh Đại Đồng xã. Các đơn vị tham gia triển lãm thường là các tín đồ của đạo như Viện, cơ quan, bạn bộ Nội Ô Tòa Thánh và Ban Đại diện Hội Thánh tại Hải ngoại với 19 Họ đạo trong tỉnh Tây Ninh.